# Worshipful Company of Curriers

Lo stemma della Curriers' Company

La Worshipful Company of Curriers (in italiano, Compagnia di Livrea o corporazione dell'arte dei Calzolai o Conciatori di pelli) è una delle centoundici gilde o sindacati di mestiere (in inglese, livery companies) della Città di Londra.
Coloro che si occupavano della concia e della lavorazione delle pelli erano iscritti alla confraternita dei calzolai associati intorno al 1272 a Londra.
La tradizione inglese dell'arte di lavorare e decorare di cuoio raggiunse nel XVI e XVII secolo il massimo livello qualitativo; il Rinascimento ha raggiunto l'Inghilterra grazie all'arrivo di cortigiani italiani che hanno introdotto l'arte, la filosofia e le scienze dell'antichità classica.  Nel 1606 il re Giacomo I d'Inghilterra emanò ai Calzolai londinesi la Carta reale.
Adesso è a scopo benefico che aiuta le corporazioni della Città. Nel 2024/25 il maestro dei Calzolai di Londra è Piers Williamson.
Il motto della Curriers' Company di Londra è « Spes Nostra Deus ».